# 29910 Segre
29910 Segre è un asteroide della fascia principale. Scoperto nel 1999, presenta un'orbita caratterizzata da un semiasse maggiore pari a 3,0680663 UA e da un'eccentricità di 0,1112389, inclinata di 10,68645° rispetto all'eclittica.